# Anna Kebschull
Anne-Katrin „Anna“ Kebschull (* 6. Mai 1973 in Siegen) ist eine deutsche Politikerin (Bündnis 90/Die Grünen). Seit 2019 ist sie Landrätin des Landkreises Osnabrück.

## Leben
Nach dem Abitur 1992 am Beethoven-Gymnasium Bonn studierte Anna Kebschull bis 1997 an der Fachhochschule Aachen Chemieingenieurwesen in der Fachrichtung Biotechnologie. Als Diplom-Ingenieurin war sie anschließend bei der Firma Homann Feinkost in Dissen am Teutoburger Wald in der Qualitätssicherung und in der Ausbildung von Chemielaboranten tätig. Von 2002 an bis zu ihrer Wahl zur Landrätin war sie als Geschäftsführerin einer von ihr gegründeten Nachhilfeschule mit drei Standorten im Landkreis Osnabrück tätig.
Anna Kebschull ist verheiratet und hat drei Kinder, die 1998, 1999 und 2004 geboren wurden. Sie lebt in Bad Rothenfelde.

## Politik
Seit 2009 ist Anna Kebschull Mitglied der Partei Bündnis 90/Die Grünen.
Von 2011 an gehörte sie dem Gemeinderat von Bad Rothenfelde an und war dort Fraktionsvorsitzende sowie stellvertretende Bürgermeisterin.
Ihre Partei wählte Kebschull für die Landtagswahlen 2013 auf Position 39 ihrer Landesliste und zu ihrer Direktkandidatin im Wahlkreis Georgsmarienhütte, in dem 9,29 % der Erststimmen auf sie entfielen.
Seit 2013 ist sie Mitglied des Parteirats des Landesverbandes Niedersachsen an. Von 2014 bis 2016 war sie außerdem Kreisvorsitzende.
Kebschull wurde bei den Kommunalwahlen 2016 in den Kreistag des Landkreises Osnabrück gewählt und war stellvertretende Vorsitzende ihrer Fraktion.
Bei den Landtagswahlen 2017 war sie erneut grüne Direktkandidatin in Georgsmarienhütte und erlangte 8,20 % der Erststimmen. Auf Platz 15 der Landesliste verpasste sie den Einzug in den Landtag. Im Jahre 2021 verzichtete sie auf die Möglichkeit, für Helge Limburg in den Landtag nachzurücken.
Der Grünen-Kreisverband Osnabrück-Land wählte Kebschull 2019 zu seiner Kandidatin für die Landratswahl am 26. Mai des Jahres. Mit 30,16 % der Stimmen qualifizierte sie sich für die Stichwahl am 16. Juni, die sie mit 52,24 % der Stimmen gegen den Amtsinhaber Michael Lübbersmann (CDU) gewann. Seit dem 1. November 2019 ist Kebschull Landrätin des Landkreises Osnabrück. Nach Wolfgang Rzehak und Jens Marco Scherf ist sie das dritte Mitglied der Grünen im Amt eines Landrates in Deutschland. Sie war Mitglied der 17. Bundesversammlung.